# (11552) Boucolion
(11552) Boucolion (1993 BD4) – planetoida z grupy trojańczyków okrążająca Słońce w ciągu 11,89 lat w średniej odległości 5,21 j.a. Odkryta 27 stycznia 1993 roku.